# Herophilos von Chalkedon

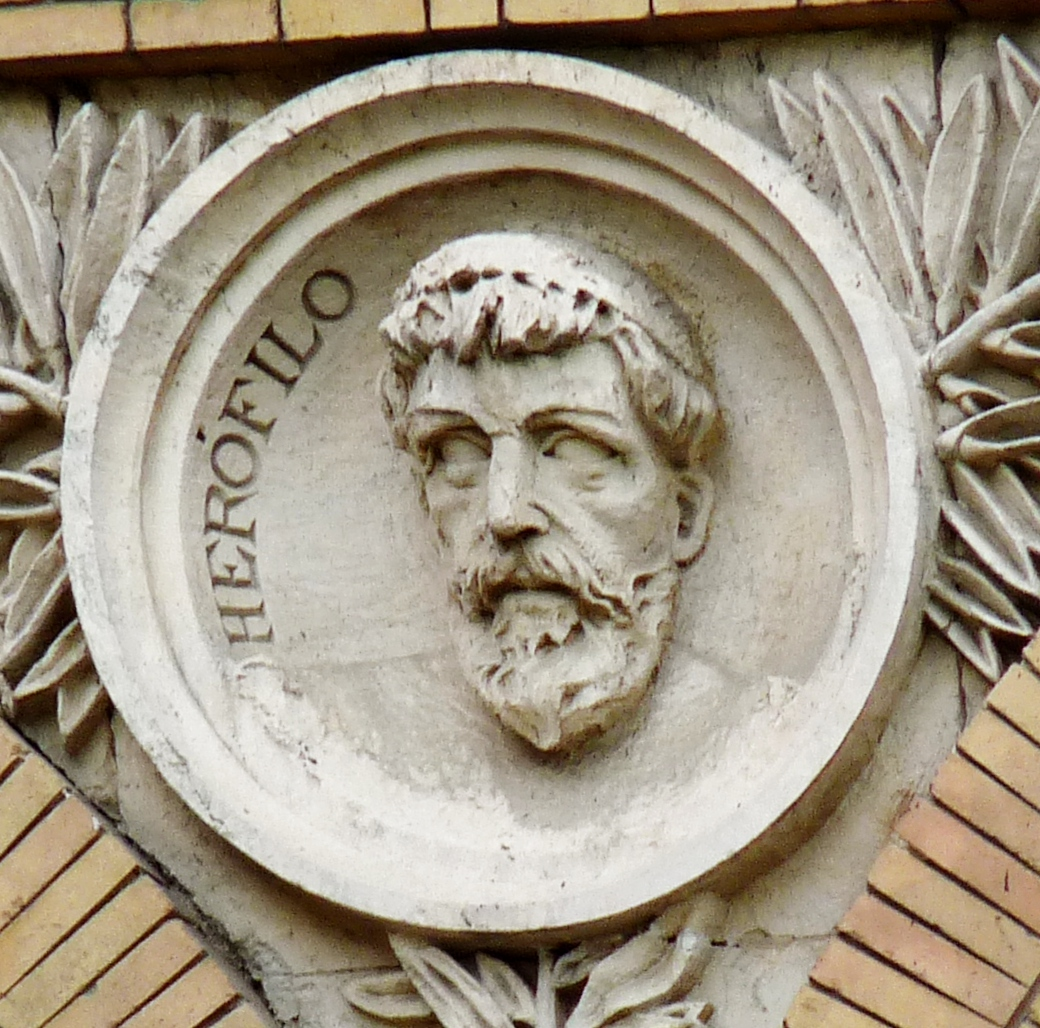
Relief am Paraninfo, dem Eingang zur Medizinischen Fakultät der Universität Saragossa

Herophilos von Chalkedon, auch Herophilos von Kalchedon und Herophilos von Alexandria (altgriechisch Ἡρόφιλος Hēróphilos; * um 325 v. Chr.; † um 255 v. Chr.), latinisiert auch Herophilus, war ein griechischer Arzt und Anatom, der in Alexandria lehrte. Herophilos, der seine anatomischen Studien an menschlichen Leichen durchführte, gilt als „Vater der Anatomie“. Er und der etwas jüngere Erasistratos von Keos waren die führenden Anatomen der alexandrinischen Schule.
Herophilos aus Chalkedon in Bithynien erhielt seine medizinische Ausbildung bei Praxagoras von Kos, der ihn vermutlich in die hippokratische Medizin und Humoralpathologie einführte. Anschließend zog er nach Alexandria. Dort begründete er die Lehre von der diagnostischen Bedeutung des Pulses bei Herzkrankheiten und Fieber und konstruierte eine (sich in den darauffolgenden Jahrhunderten jedoch nicht durchsetzende) Taschenwasseruhr zu dessen Messung. Als einer der Ersten unterschied Herophilos Arterien und Venen, eine der Grundlagen zur späteren Entdeckung des Blutkreislaufes (wenngleich bereits Praxagoras darauf hingewiesen hatte).
Herophilos werden die ersten wissenschaftlichen Sektionen (Obduktionen) von Menschen zugeschrieben. Er führte möglicherweise auch Vivisektionen an Mensch und Tier aus. Diese Arbeit wurde vom ägyptischen Königshof der Ptolemäer gefördert. Die Sektionen trugen wesentlich zur Kenntnis des Gehirns bei. Herophilos beschrieb um 320 v. Chr. die Schichten des Augapfels (Retina, Choroidea und Sklera). Er schuf eine Nomenklatur der Organe, die er anatomisch untersuchte. Ihm wird ferner unter anderem die erste Erwähnung der Rautengrube (Calamus scriptorius Herophili), der Bauchspeicheldrüse, der Hirnhaut und des Eileiters zugeschrieben. Die anatomische Bezeichnung Torcular Herophili ist nach ihm benannt. Er brachte die Fähigkeit zur Empfindung mit sensorischen (im Gegensatz zu motorischen) Nerven in Zusammenhang. Ob er tatsächlich, wie Celsus (De medicina, Proömium 1) berichtet, als verurteilter Verbrecher mit Erasistratos zur Vivisektion und somit zum Tode verurteilt wurde, ist umstritten.
Herophilos machte zudem auf die Bedeutung der Pharmakologie für die Medizin aufmerksam. Er erkannte die Abhängigkeit des Pulsschlags von der Bewegung des Herzens und ordnete Pulsveränderungen bestimmte Vorgänge im Inneren des Körpers zu.
Von den Werken, die Herophilos zugeschrieben wurden, sind sechs sehr wahrscheinlich echt: Anatomie, Über den Puls, Geburtshilfe, Diätetik, Therapeutik und Gegen verbreitete Vorstellungen. Es sind aber nur Zitate erhalten. Der um 250 bis 200 v. Chr. tätige Arzt und Hippokrates-Herausgeber Bakcheios aus Tanagra war ein Schüler des Herophilos und verfasste Schriften zur Pulslehre, Pathologie und Pharmakologie sowie Erinnerungen an Herophilos und dessen Schüler. Vom Anonymus Londiniensis wird als weiterer Vertreter der Schule des Herophilos der aus Laodikeia stammende Arzt Alexander Philaletes (2. Hälfte des 1. Jahrhunderts v. Chr.), angeblich ein Asklepiades-Schüler, genannt. Die Anhänger des Herophilos bezeichnet man als Herophileer, welche Ansichten der Erasistateer bekämpften. Als weiterer Angehöriger der von Herophilos begründeten medizinischen Richtung gilt Kallimachos, ein etwa im späten 3. Jahrhundert und in der ersten Hälfte des 2. Jahrhunderts v. Chr. tätiger Arzt aus Bithynien und späterer Kritiker des Herophilos.

## Textausgaben und Übersetzungen
- Heinrich Staden: Herophilus: The Art of Medicine in Early Alexandria: Edition, Translation, and Essays. Cambridge University Press, Cambridge 1989 (Google Bücher; maßgebliche Ausgabe und Darstellung)
- Hermann Schöne (Hrsg.): Markellinos’ Pulslehre. Ein griechisches Anekdoton. In: Festschrift zur 49. Versammlung Deutscher Philologen und Schulmänner in Basel im Jahre 1907. Basel 1907, S. 448–472, hier: S. 452 und 463.

### Übersichtsdarstellungen
- Jochen Althoff: Herophilos aus Alexandrien. In: Bernhard Zimmermann, Antonios Rengakos (Hrsg.): Handbuch der griechischen Literatur der Antike. Band 2: Die Literatur der klassischen und hellenistischen Zeit. C. H. Beck, München 2014, ISBN 978-3-406-61818-5, S. 578–580.
- Ferdinand Peter Moog: Herophilos von Kalchedon. In: Werner E. Gerabek (Hrsg.): Enzyklopädie Medizingeschichte. De Gruyter, Berlin 2004, S. 575–579 (umfassender Überblick mit Literatur).

### Untersuchungen
- Hans Erwin Hecking: Quellen und Studien zu Herophilos. Dissertation, Freiburg im Breisgau 1969.
- C. R. S. Harris: The Heart and the Vascular System in Ancient Greek Medicine. From Alcmaeon to Galen. Oxford 1973, S. 190 f.